# Навобод (Обигарм)
Навобод (тадж. Навобод) — сельский населённый пункт (тадж. деҳа) в центральном Таджикистане. Подчинён администрации поселка городского типа Обигарм Рогунского района — района республиканского подчинения Таджикистана.  
Расположен в Раштской долине, в долине реки Вахш. Расстояние от села до центра района (г. Рогун) — 29 км, до пгт Обигарм — 11 км.  
Население — 76 человек (2017 г.), таджики. 